# Modenbachtal
Das Modenbachtal  ist ein Tal am Ostrand des Pfälzerwaldes.

## Lage
Das Tal befindet sich innerhalb der Haardt, wie der Ostrand des Pfälzerwald genannt wird, innerhalb des Landkreises Südliche Weinstraße und wird vom namensgebenden Modenbach durchflossen. Es durchquert das Gebiet mehrerer Gemeinden, darunter Ramberg und Weyher in der Pfalz sowie einige Waldexklaven wie von Hainfeld und Edesheim.
Umgeben ist das Tal vom Waltersberg, dem Roßberg und dem Lambertskopf im Süden sowie dem Frankenberg und dem Kesselberg im Norden.

## Bauwerke
Der obere Talbereich wird von der Burg Meistersel überragt. Im Tal selbst befinden sich die Wohnplätze Modenbacherhof, Buschmühle und Forsthaus Wolfseck.

## Verkehr
Durch den unteren Talabschnitt verläuft die Landesstraße 506, die von Albersweiler über Dernbach, Weyher und Rhodt unter Rietburg bis nach Edesheim führt. In diese mündet die den oberen Talbereich passierende Kreisstraße 6 aus dem Edenkobener Tal.

## Tourismus
Durch das Tal verläuft ein Wanderweg, der mit einem roten Punkt markiert ist und am östlichen Talausgang vom Prädikatswanderweg Pfälzer Weinsteig sowie vom Pfälzer Keschdeweg berührt wird. Zudem befindet sich im Tal ein „Natur-Spielplatz“.